# Andrés Duprat
Andrés Duprat (La Plata, 18 d'abril de 1964) és un guionista, arquitecte i comissari artístic argentí. És l'actual director del Museo Nacional de Bellas Artes a Buenos Aires.
Com a guionista, Duprat va guanyar en 2016 i 2017 els Premi Platino al millor guió original, el Premio Sur al millor guió original i el Premi Miguel Delibes al millor guió original de la Setmana Internacional de Cinema de Valladolid, entre altres premis i nominacions, pel seu guió original pel llargmetratge El ciudadano ilustre, dirigit per Mariano Cohn i Gastón Duprat.

## Biografia
Criat a Bahía Blanca, com el seu germà menor el director de cinema Gastón Duprat, va ser interessat per l'art des de la infància com a net i nebot respectivament dels escriptors Gregorio Scheines i Graciela Scheines, i per la relació amb un nucli lligat a les primeres sales de cinema locals.
És arquitecte des de 1987, per la Universitat Nacional de la Plata. Va realitzar posteriorment recerques sobre art i arquitectura i exposicions en diversos països d'Europa.
Al seu retorn a Bahía Blanca, va crear un espai d'art que va denominar "La Casa" en una propietat de la família Scheines.
Entre 1991 i 2002, va ser director de 2 museus del Museu de Belles Arts de Bahía Blanca i, a partir de la seva creació, del Museu d'Art Contemporan' d'aquesta mateixa ciutat. A partir de la seva gestió, es va realitzar el Primer Simposi Nacional d'Escultura Monumental, en octubre de 1993.
Entre 2002 i 2004, va dirigir l'àrea cultural i el Centre d'Art Contemporani “Espai Fundació Telefònica” a la Ciutat de Buenos Aires.
Entre 2005 i 2015 va ser director d'Arts Visuals del Ministeri de Cultura argentí.
En 2015, Andrés Duprat va ser nomenat director del Museu Nacional de Belles Arts de l'Argentina.

## Filmografia com a guionista
- Mi obra maestra (2018)
- Todo sobre el asado (2016)
- El ciudadano ilustre (2016)
- Living Stars (2014)
- Civilización (2012)
- Fronteras (2011) - sèrie de televisió, un episodi
- La última Frontera (2011)
- Querida voy a comprar cigarrillos y vuelvo (2011)
- El hombre de al lado (2009)
- El artista (2008)